# Cardiodactylus praecipuus
Cardiodactylus praecipuus är en insektsart som först beskrevs av Walker, F. 1869.  Cardiodactylus praecipuus ingår i släktet Cardiodactylus och familjen syrsor. Inga underarter finns listade i Catalogue of Life.